# Manuel de Vengoechea
Manuel de Vengoechea Mier (París, 4 de junio de 1911-Barranquilla, 30 de mayo de 1983) fue un arquitecto, urbanista y político franco colombiano.
Fue Alcalde Mayor de Bogotá entre el 5 y el 16 de abril de 1948, y durante su cortísima administración tuvo que enfrentrar el asesinato del líder liberal Jorge Eliecer Gaitán y los disturbios derivados en los eventos conocidos como El Bogotazo.
Como arquitecto resaltó por su obra conocida como Edificio Vengoechea, de 1939. También fue el encargado de la remodelación de la Plaza de Bolívar, en el centro de Bogotá.